# حجابة (جبلة)

تعديل مصدري - تعديل

حجابة هي إحدى قرى عزلة الربادي بمديرية جبلة التابعة لمحافظة إب، بلغ تعداد سكانها 642 نسمة حسب تعداد اليمن لعام 2004.